# Norrlandet
För andra betydelser, se Norrlandet (olika betydelser).
Norrlandet är en bebyggelse i Gävle kommun i Gävleborgs län. Denna klassades före 2015 som en tätort, vilken 2015 växte samman med tätorten Bönan
Norrlandet är även benämningen på Gävlebuktens norra kust, från Fredriksskans mot Harkskär och öarna utanför, känt för sina stora sommarvillor, sommarhem och fiskelägena Bönan och Utvalnäs. Marken är till största delen upplåten med arrenden till bebyggda tomter. Delar av den jord Karl IX:s hustru Kristina 1602 donerade till Gävle uppläts på 1800-talet till fiskare. 1973 erbjöds de som har hus på Norrlandet tomträtt. Numera är många tomter friköpta.
På Norrlandet finns ännu yrkesfiskare, och många sommarboende. De första sommarvillorna byggdes i slutet av 1800-talet och början av 1900-talet med glasverandor och badhus, till exempel Engeltofta. Till Norrlandet fanns då reguljär ångbåtstrafik. Flera föreningar och organisationer har eller har haft sommarhem på Norrlandet. Från gamla E4 finns cykelbana utbyggd till Bönan.
Norr om Engeltofta herrgård finns ett villaområde som SCB klassade som separat småort år 2010 med småortskod S7087 och namnet Fredriksskans. Denna småort klassades 2015 som en del av tätorten Bönan

## Befolkningsutveckling
| Befolkningsutvecklingen i Norrlandet 2005–2010            | Befolkningsutvecklingen i Norrlandet 2005–2010 | Befolkningsutvecklingen i Norrlandet 2005–2010 | Befolkningsutvecklingen i Norrlandet 2005–2010 | Befolkningsutvecklingen i Norrlandet 2005–2010 |
| --------------------------------------------------------- | ---------------------------------------------- | ---------------------------------------------- | ---------------------------------------------- | ---------------------------------------------- |
|                                                           |                                                |                                                |                                                |                                                |
| År                                                        |                                                |                                                | Folkmängd                                      | Areal (ha)                                     |
| 2005                                                      | 2005                                           |                                                | 287                                            | 122                                            |
| 2010                                                      | 2010                                           |                                                | 329                                            | 114                                            |
| Anm.: Ny tätort 2005, sammanvuxen 2015 med tätorten Bönan |                                                |                                                |                                                |                                                |